# Stegolepis choripetala
Stegolepis choripetala är en gräsväxtart som beskrevs av Bassett Maguire. Stegolepis choripetala ingår i släktet Stegolepis och familjen Rapateaceae. Inga underarter finns listade i Catalogue of Life.